# Capucha
A Capucha é uma espécie de capa (peça de roupa) tradicional Portuguesa feita com burel.

## Descrição

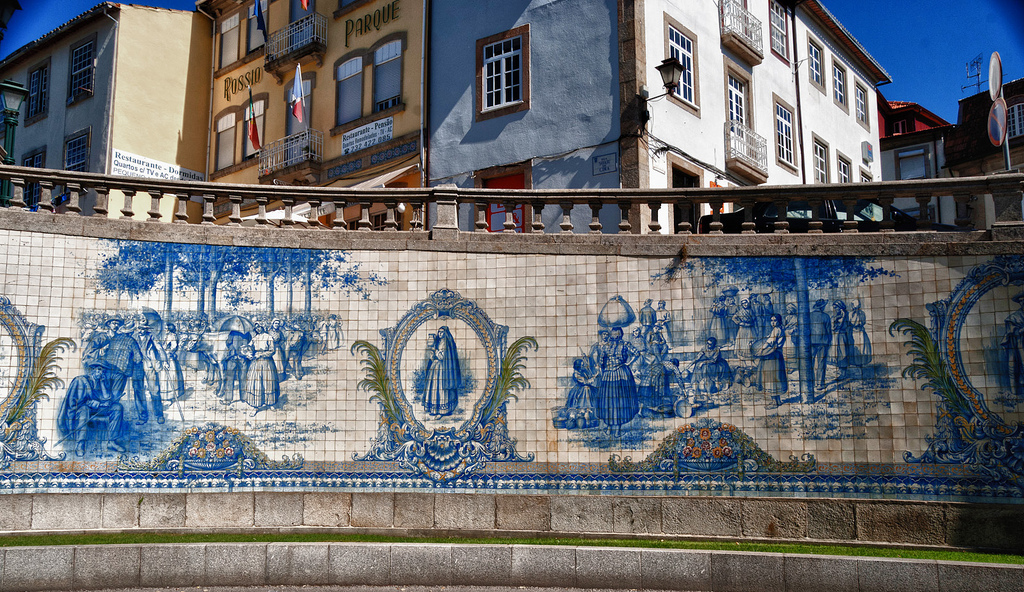
Mulher com capucha (Painel de Azulejos do Rossio, em Viseu, com desenhos da autoria do Mestre Joaquim Lopes).

A capucha é uma capa que cobre cabeça e ombros e é usado como agasalho, pelas gentes do povo das regiões montanhosas e frias de Portugal. É confeccionado em burel, de cor castanha. A sua utilidade é muito diversificada: resguarda da chuva e do frio nos dias de Inverno rigoroso e, enrolada à cabeça serve para carregar pesos.
O "Briche" é uma capucha confeccionada com uma espécie de saragoça preta, muito lustrosa usada geralmente aos domingos e dias festivos. Ordinariamente eram feitas de burel de fabrico caseiro
Existem Capuchas em vários distritos de Portugal, cada uma com a sua variante. Usava-se muito na serra do Caramulo e em parte dos concelhos de Viseu, Vouzela, Vila Nova de Paiva, Moimenta da Beira, Castro Daire e em alguns pontos de Trás-os-Montes. 